# Ville de Ballarat
La Ville de Ballarat (City of Ballarat) est une zone d'administration locale dans le centre de l'État de Victoria en Australie. Elle résulte de la fusion en 1994 de la ville de Ballarat avec le comté de Ballarat et l'arrondissement de Sebastopol et d'une partie des comtés de Bungaree, Buninyong, Grenville et de Ripon. Elle est traversée par la Sunraysia Highway.
Le comté comprend les communes de Ballarat, Mont Helen et Buninyong.